# 北貝爾莫爾 (紐約州)
北貝爾莫爾（英語：North Bellmore）是位於美國紐約州拿騷縣的普查規定居民點。

## 人口
根據2020年美國人口普查的數據，北貝爾莫爾的面積為6.80平方千米，皆為陸地。當地共有人口20583人，而人口密度為每平方千米3,026.91人。